# Prolatoia sjostedti
Prolatoia sjostedti is een vlinder uit de familie slakrupsvlinders (Limacodidae). De wetenschappelijke naam van deze soort is voor het eerst geldig gepubliceerd in 1898 door Aurivillius.
De soort komt voor in tropisch Afrika.